# Ламийска война
Ламийската война (на старогръцки: Λαμιακός πόλεμος; на английски: Lamian war) се провежда през 323 г. пр. Хр. – 322 г. пр. Хр.

## Предистория
В Древна Гърция след смъртта на Александър Македонски, въстават част от гръцките градове начело с Древна Атина. Предвождат ги Леосфен и Етолийския съюз с командир Антипатър, който е наместник на Древна Македония. Целта е гърците да премахнат македонското владичество в Гърция. Привърженици на гърците са ораторът Хиперид (Hypereides) и политикът и оратора Демостен, изявен противник на македонците.

## Ход на военните действия и резултат
Гърците обсаждат град Ламия, където се е укрепил Антипатър с войската си. След като Леосфен пада убит, гърците се оттеглят. Войната завършва с победата на Древна Македония след битката при Кранон на 5 септември 322 г. пр. Хр.
В резултат от загубата, Древна Атина загубва автономията си, демократичната си конституция и морското надмощие, получавайки и за управител политика Фокион, който оттогава защитава македонските интереси в елинистична Гърция.